# Acidimetrie

Ukázka acidimetrické titrace, vlevo provedení titrace a vpravo graf titrační křivky (červený bod na titrační křivce je bod ekvivalence)

Acidimetrie je metoda kvantitativní chemické analýzy, podskupina odměrná analýza (volumetrie nebo také titrace). Stejně jako alkalimetrie využívá neutralizační (acidobazickou) reakci mezi odměrným roztokem a analyzovaným roztokem. Titrace se provádí odměrným roztokem kyseliny (HCl, H2SO4 a další) a používá se ke stanovení zásad (NaOH, KOH, Ca(OH)2 a další).
Princip titrace se zakládá na stanovení neznámé koncentrace známého objemu analyzovaného roztoku, do kterého se přidává činidlo o známé koncentraci - nazývané titrační standard nebo zkráceně titr. Ve chvíli, kdy přidáme takové množství činidla, že látky spolu právě a beze zbytku zareagují, nastane tzv. bod ekvivalence. Aby se jednoznačně a přesně zjistilo, kdy nastal bod ekvivalence, přidává se do titrovaného roztoku indikátor. Změřením objemu spotřebovaného objemu činidla lze pak určit koncentraci neznámého analyzovaného vzorku.
Pro acidobazické titrace je charakteristická titrační křivka (závislost pH na přidaném objemu titračního činidla), která v bodě ekvivalence prudce změní hodnotu.

## Princip metody
Základem je acidobazická reakce oxoniového kationtu s hydroxidovým aniontem za vzniku vody.
H3O+  +  OH−  ↔  2 H2O

## Indikátory
Indikátory jsou v acidimetrii látky, které mění své zabarvení v závislosti na koncentraci oxoniových iontů v roztoku. Jedná se vesměs o organická barviva, která jsou slabými kyselinami nebo zásadami a jejichž disociovaná forma má jiné zabarvení než forma nedisociovaná
Přehled nejpoužívanějších acidobazických indikátorů:
| Indikátor          | Funkční oblast pH | Zbarvení     | Zbarvení       |
|                    |                   | kyselé formy | zásadité formy |
| Thymolová modř     | 1,2 až 2,8        | červené      | žluté          |
| Methyloranž        | 3,1 až 4,5        | červené      | žluté          |
| Methylčerveň       | 4,4 až 6,3        | červené      | žluté          |
| Bromthymolová modř | 6,0 až 7,6        | žluté        | modré          |
| Fenolftalein       | 8,2 až 10,0       | bezbarvé     | červenofialové |
| Thymolftalein      | 9,3 až 10,5       | bezbarvé     | modré          |

## Odměrné roztoky

### Kyselina chlorovodíková HCl,kyselina sírová H2SO4
Pro přípravu se nejčastěji používá HCl ( asi 36% roztok) uvolňující plynný chlorovodík a H2SO4 (asi 98% roztok) přijímající ze vzduchu vlhkost.
Jejich odměrné roztoky se připravují o přibližné koncentraci v rozsahu 0,1–1 M a je nutné je standardizovat na základní látky.

## Analyzované látky

### Hydrogenuhličitan draselný KHCO3
Titruje se na methyloranž ze žlutého do červeného zabarvení. Při reakci vzniká volná H2CO3, která způsobuje předčasnou barevnou změnu indikátoru. Roztok se proto povaří. Přitom se vyvaří CO2. Dojde k zežloutnutí roztoku a dotitruje se do červeného zbarvení.
KHCO3  + HCl    KCl  +  H2O  + CO2 ↑

### Hydrogenuhličitan sodný NaHCO3
Titrace obdobná jako u KHCO3.

### Uhličitan sodný Na2CO3
Slabě hygroskopický, před navážením se musí vysušit (asi při 300 °C)
Vodný roztok hydrolyzuje podle rovnice:
{\displaystyle {\ce {CO3^2- + 2 H2O <=> HCO3^- + H2O + OH- <=> H2CO3 + 2 OH-}}}
což způsobuje silné bazické vlastnosti roztoku.
Titrujeme na methyloranž, methylčerveň, nebo fenolftalein a je obdobná jako u hydrogenuhličitanů.

### Šťavelan sodný Na2C2O4
Metoda podle Sörensena (žíháním v platinovém kelímku se rozkládá na Na2CO3)
Na2C2O4  + 1/2 O2  →  Na2CO3  +  CO2
Takto vzniklý Na2CO3 je základní látkou.

### Tetraboritan sodný Na2B4O7. 10 H2O
Ve vodném roztoku hydrolyzuje:
B4O72−  +  7 H2O  →  4 H3BO3  +  2 OH−
Uvolněné hydroxylové ionty titrujeme odměrným roztokem silné kyseliny na methyloranž nebo methylčerveň.

## Příklady stanovení

### Stanovení silných zásad

#### A)  Stanovení silných zásad rozpustných ve vodě (NaOH, KOH, LiOH)
Vzorek hydroxidu titrujeme odměrným roztokem HCl (H2SO4) na methyloranž ze žlutého do červeného zabarvení.
NaOH  +  HCl  NaCl  +  H2O
žlutá                           červená

#### B) Stanovení silných zásad nerozpustných ve vodě (Ba(OH)2, Ca(OH)2, Sr(OH)2)
Stanovujeme nepřímou titrací. K odváženému množství hydroxidu přidáme odměřené množství odměrného roztoku silné kyseliny a nadbytek odměrného roztoku titrujeme odměrným roztokem NaOH na methyloranž z červené do žluté.
Ba(OH)2  + 2 HCl  →  BaCl2  +  2 H2O               
NaOH  + HCl   NaCl  +  H2O                                                 
žlutá                         červená

### Stanovení slabých zásad
Např. amoniak, alifatické aminy, hydrazin N2H4, piperidin, řada alkaloidů. Stanovují se odměrným roztokem HCl nebo H2SO4.
Např. amoniak lze jako slabou zásadu titrovat nejlépe na indikátory methylčerveň (ze žluté do červené) nebo bromkresolovou zeleň (z modré do zelené).
NH3  + HCl  →  NH4Cl                

#### Stanovení uhličitanů rozpustných ve vodě (např. Na2CO3)
Stanovujeme přímou titrací odměrným roztokem HCl nebo H2SO4 na methyloranž ze žlutého do červeného zabarvení. Je nutné vyvařit CO2.
Na2CO3  +  2 HCl  2 NaCl  +  H2O  +  CO2↑

#### Stanovení uhličitanů nerozpustných ve vodě (např.CaCO3,MgCO3)
Stanovujeme nepřímou titrací. Nerozpustný uhličitan se rozpustí ve známém přebytku odměrného roztoku HCl (H2SO4) a jeho nezreagované množství se titruje odměrným roztokem NaOH na methyoranž z červené do žluté barvy.
CaCO3  +  2 HCl  → CaCl2  +  H2O  +  CO2↑   
             NaOH  + HCl    NaCl  +  H2O                       
                         červená                      žlutá

#### Stanovení alkalického hydroxidu vedle uhličitanu
Alkalické hydroxidy vždy obsahují kolem 5 % CO32− (vznikají reakcí hydroxidů ve vzdušným CO2), proto se musí stanovovat jinak. Stejně se stanovují i hydroxidy kovů alkalických zemin (např. Ca(OH)2, Mg(OH)2).

##### Podle Winklera
Stanovení provádíme ve dvou podílech:
1. podíl: stanoví se tzv. celková alkalita (současně OH− a CO32−) odměrným roztokem HCl (nebo H2SO4) na methyloranž.
NaOH  + HCl  →  NaCl +  H2O
            Na2CO3  +  2 HCl   2 NaCl  +  H2O  +  CO2↑   (CO2 se vyvaří)          
                     žlutá                                 červená
2. podíl: uhličitan se vysráží neutrálním roztokem BaCl2 a potom se stanoví obsah hydroxidu titrací odměrným roztokem HCl na fenolftalein
Na2CO3  +  BaCl2  → BaCO3↓  +  2 NaCl
NaOH  + HCl  →  NaCl +  H2O                                              
                      červenofialová      bezbarvá
Sraženinu BaCO3 není nutno z titrovaného roztoku odstraňovat, protože titrace končí při pH = 8, při kterém se sraženina nerozpouští. 
Rozdíl podílu celkové alkality a podílu hydroxidu udává množství uhličitanu. 
Podle Wardera
Stanovení se provádí v jednom podílu. Při titraci odměrným roztokem HCl na fenolftalein se stanoví OH− a polovina CO32−.
NaOH  + HCl  →  NaCl +  H2O
            Na2CO3  +  HCl   NaHCO3  +  NaCl
           červenofialová               bezbarvá
K odbarvenému roztoku se přidá methyloranž a žlutý roztok se titruje do červeného zbarvení. Povařením se vypudí CO2 a dotitruje do červena.
NaHCO3  +  HCl   NaCl  +  H2O  +  CO2↑
                               žlutá                              červená 